# Церковь Святого Иоанна Крестителя (Мастара)
Церковь Святого Иоанна Крестителя (арм. Սուրբ Հովհաննես Մկրտիչ եկեղեցի) — церковь V века в селе Мастара, близ города Талин Арагацотнской области Армении.

## История
Церковь Святого Иоанна Крестителя в Мастаре была основана в V веке. Находится в центральной провинции исторической Армении Айрарат. Храм имеет острые углы и апсиды с четырёх сторон. Вокруг церкви раскинуто несколько таких же древних хачкара, гармонично сливающихся с церковью. Архитектурный стиль символизирует переход армянского церковного от простых композиций к сложным церковным конструкциям, наподобие церкви Святой Римпсиме в Эчмиадзине.

## Галерея

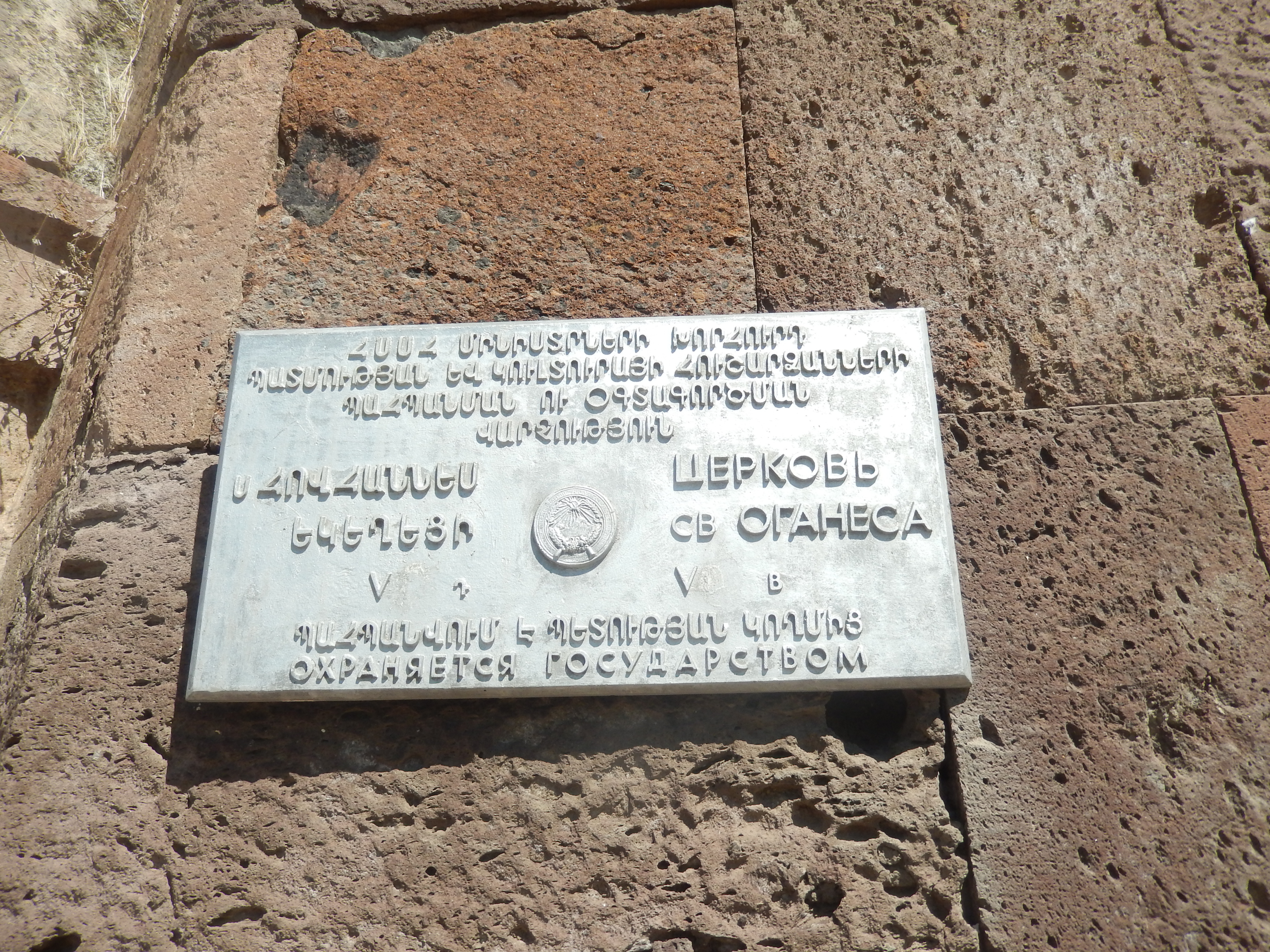
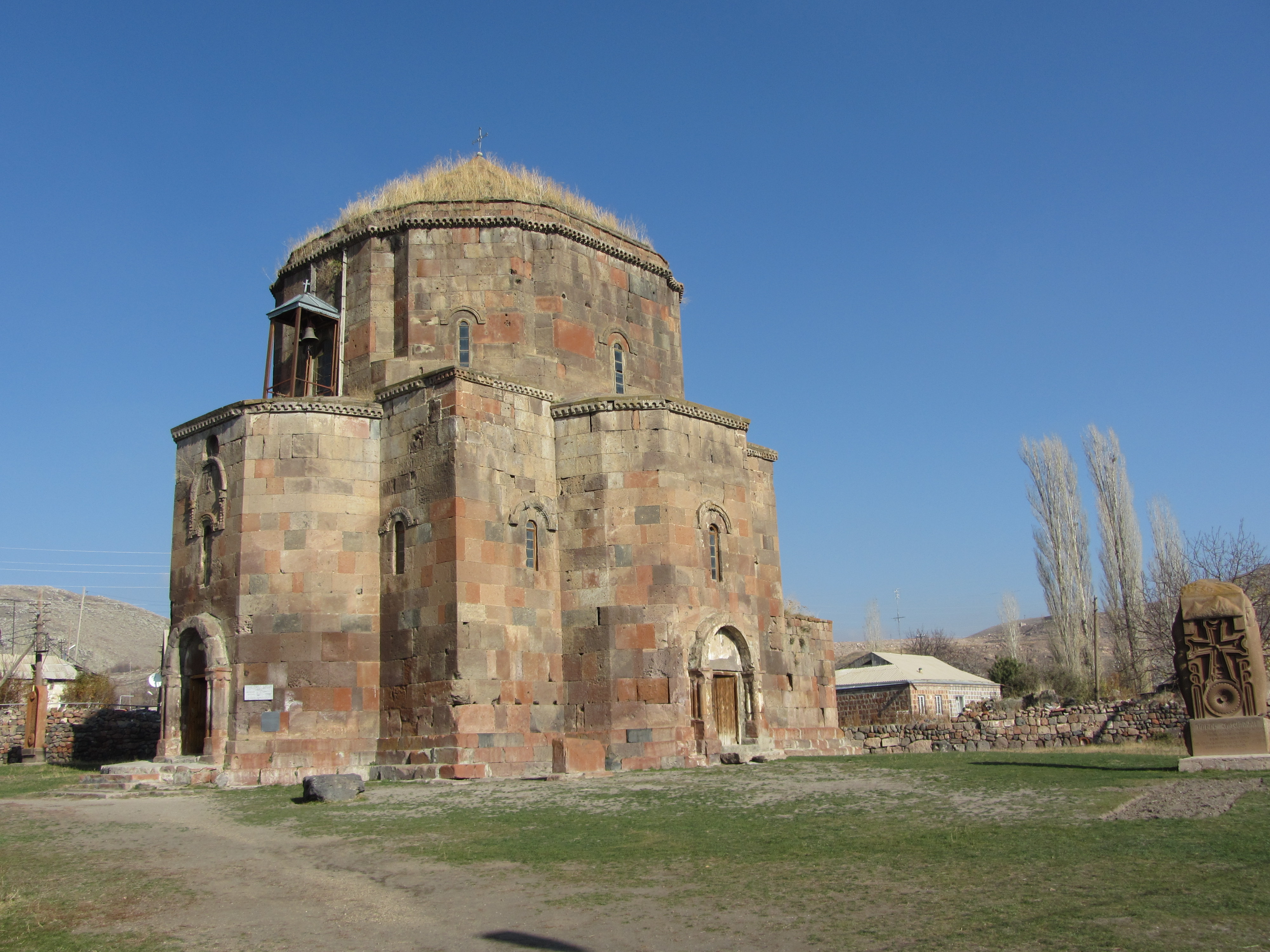
Церковь Святого Иоанна Крестителя
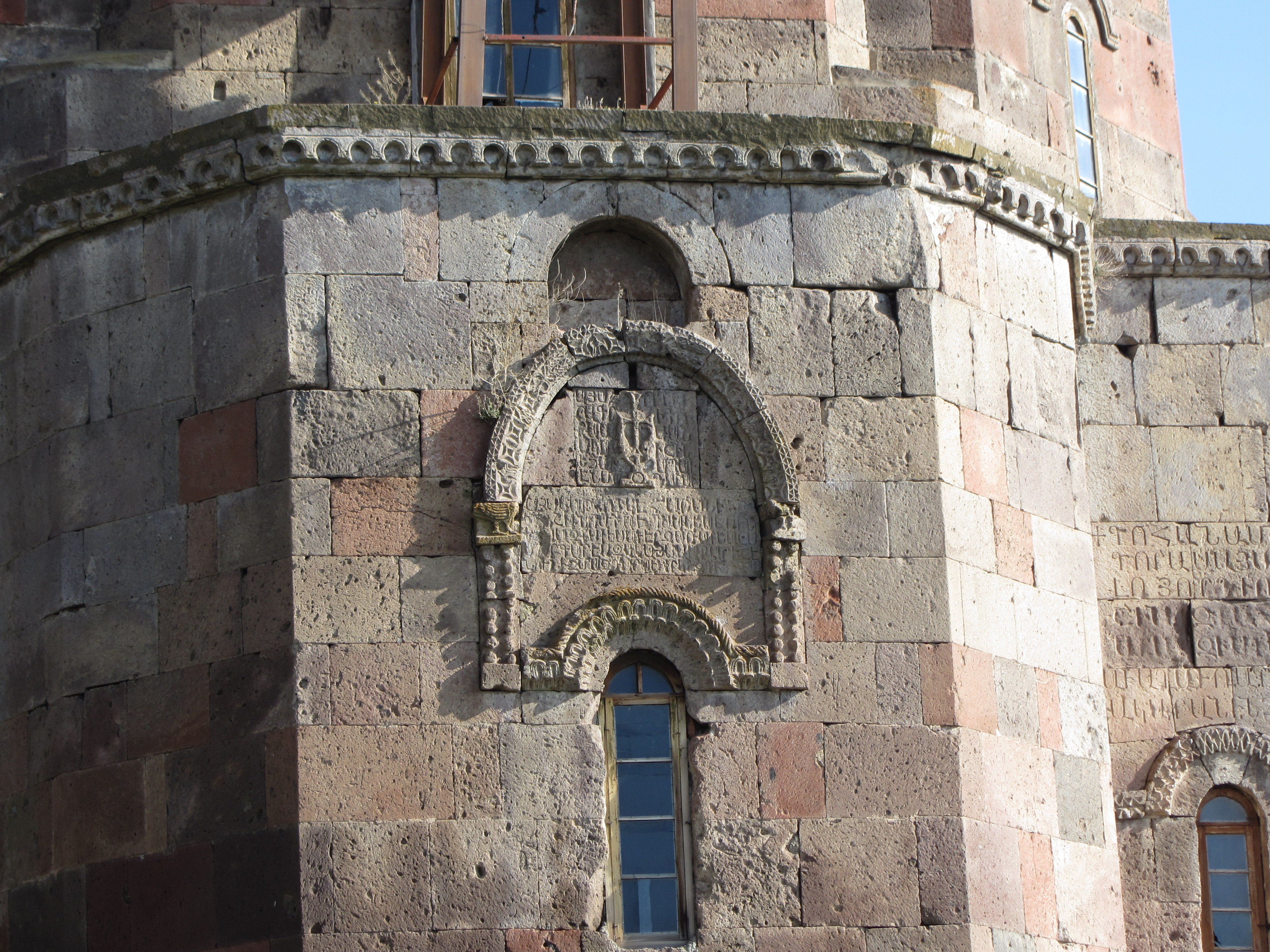
Украшение и надписи над входом
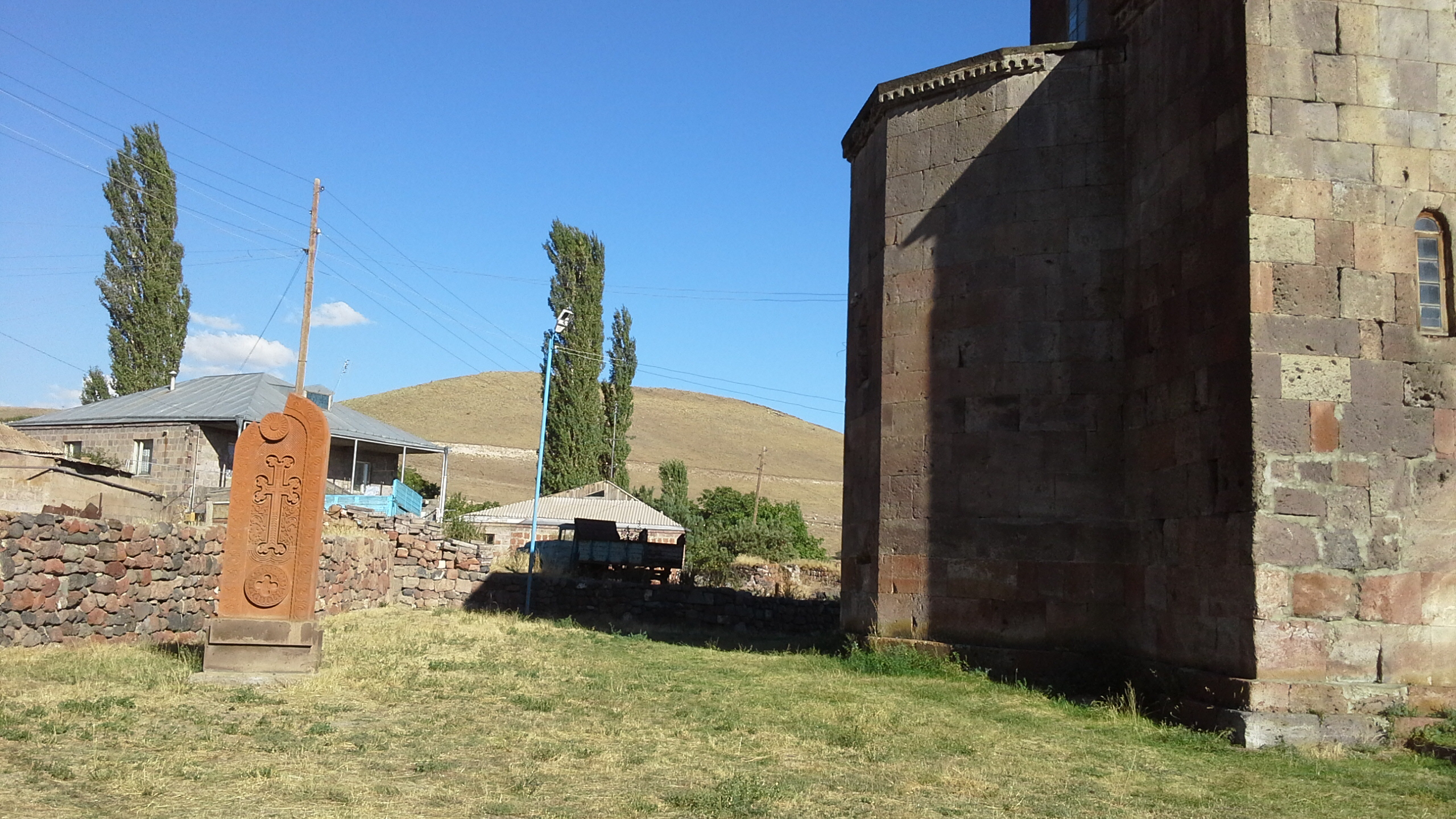
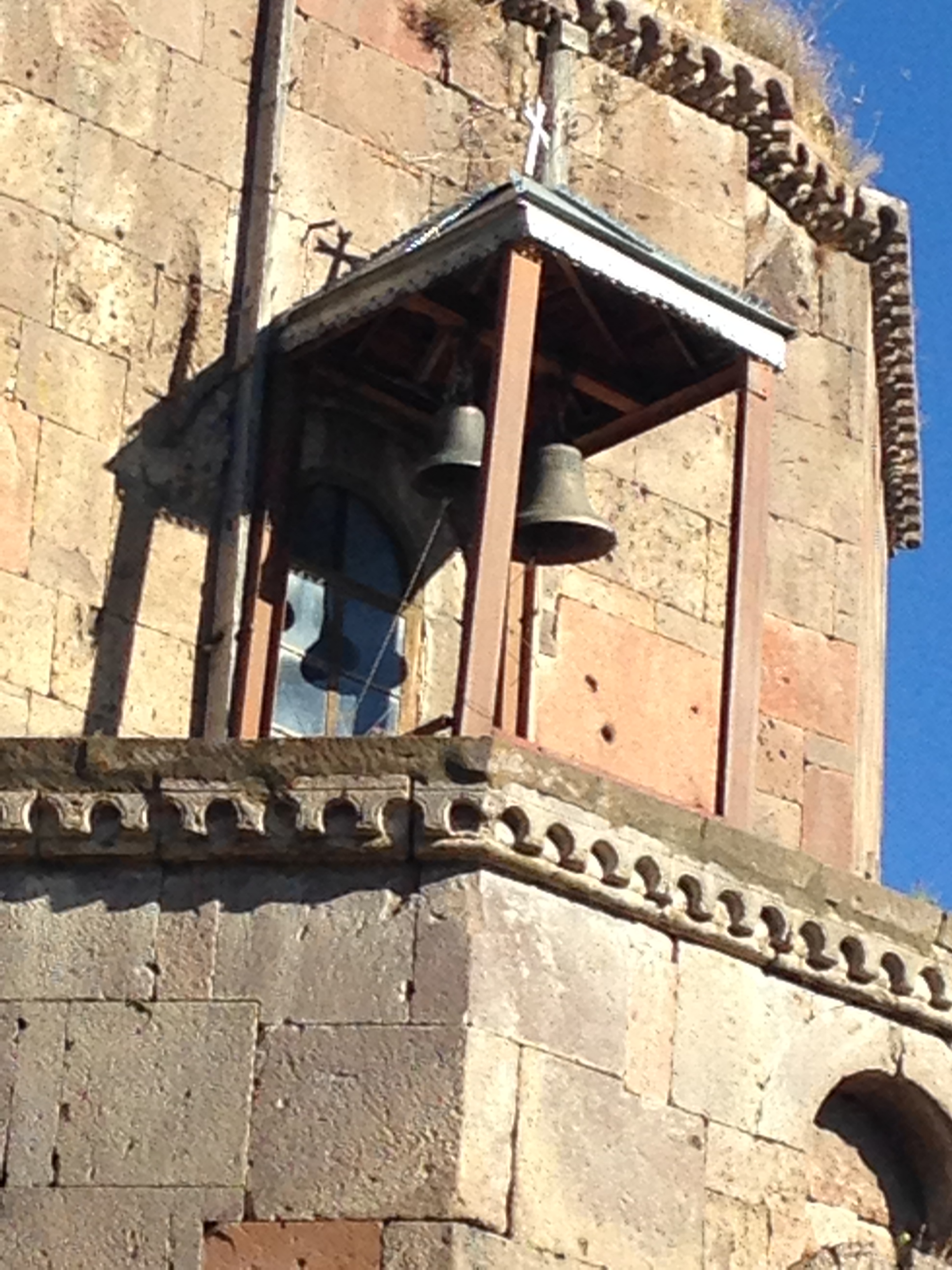
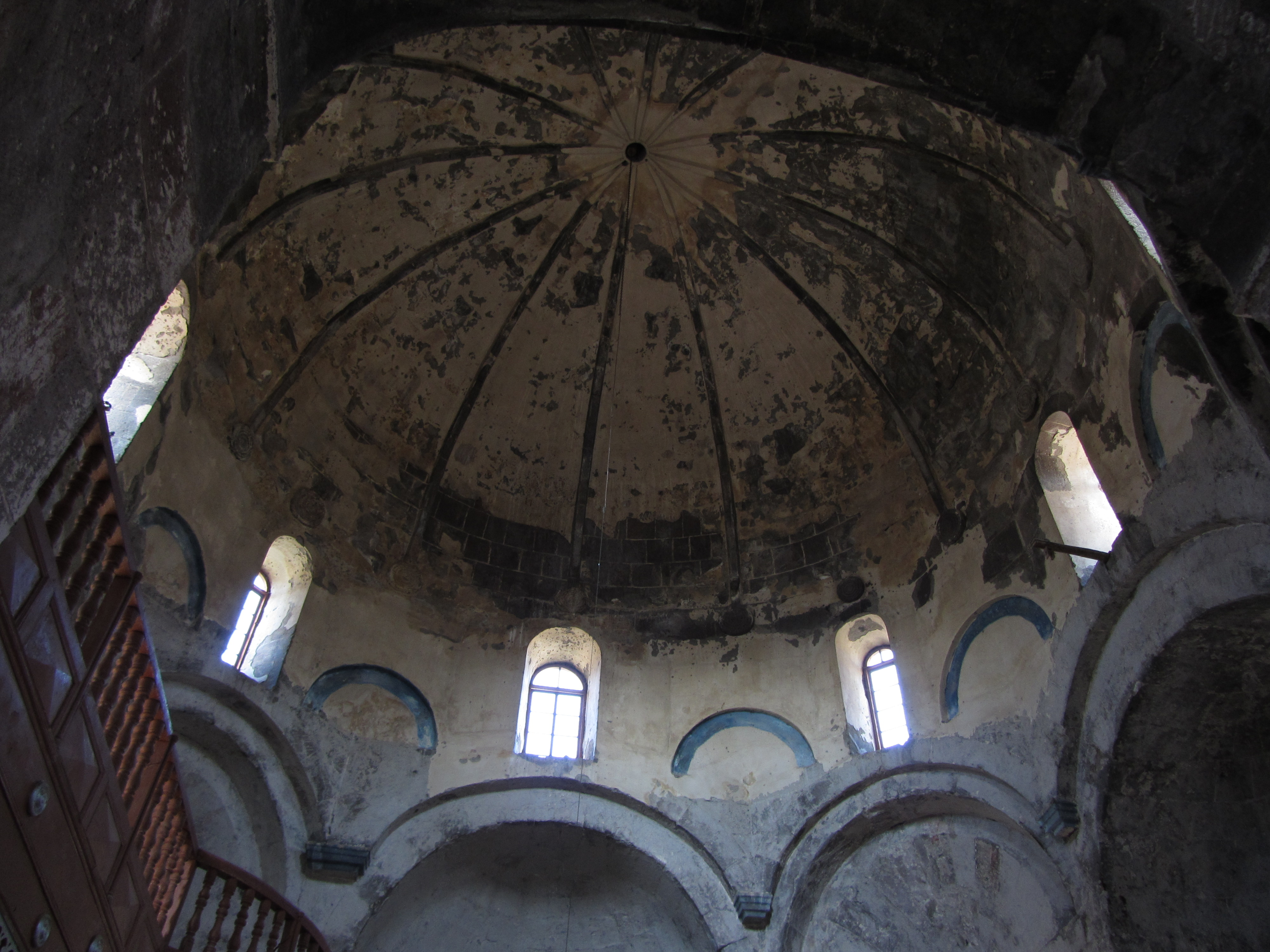
Купол
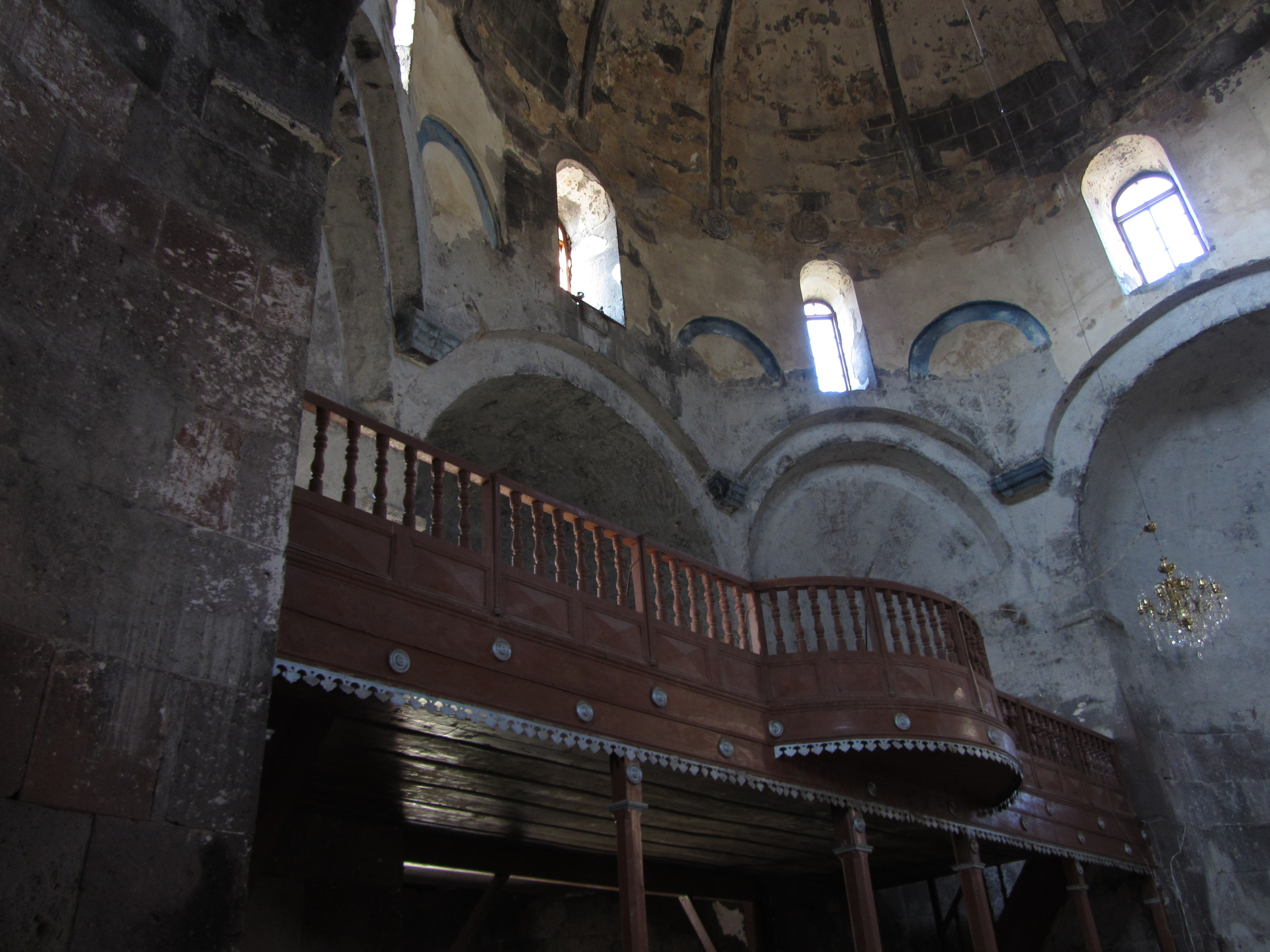
Балкон
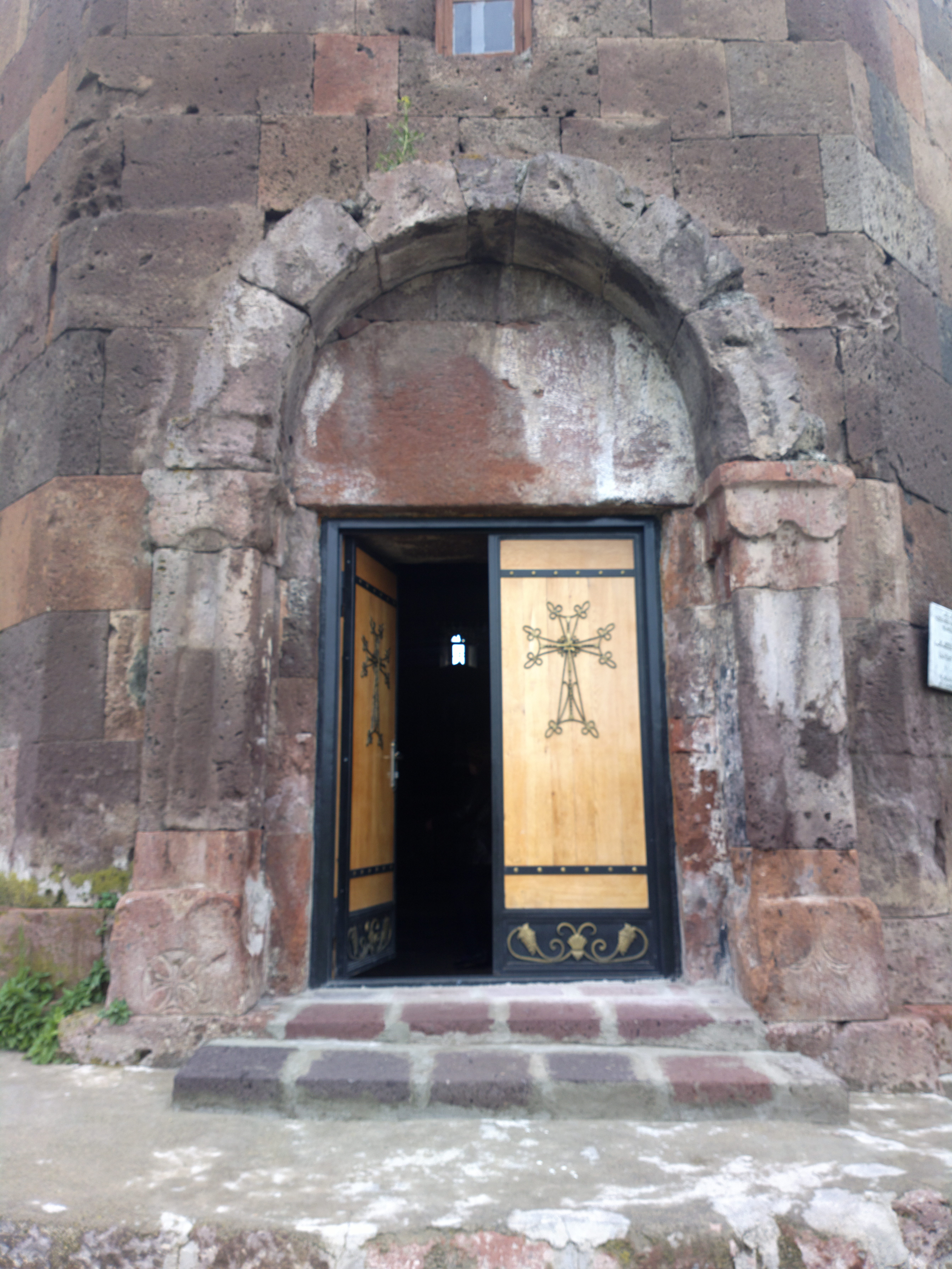
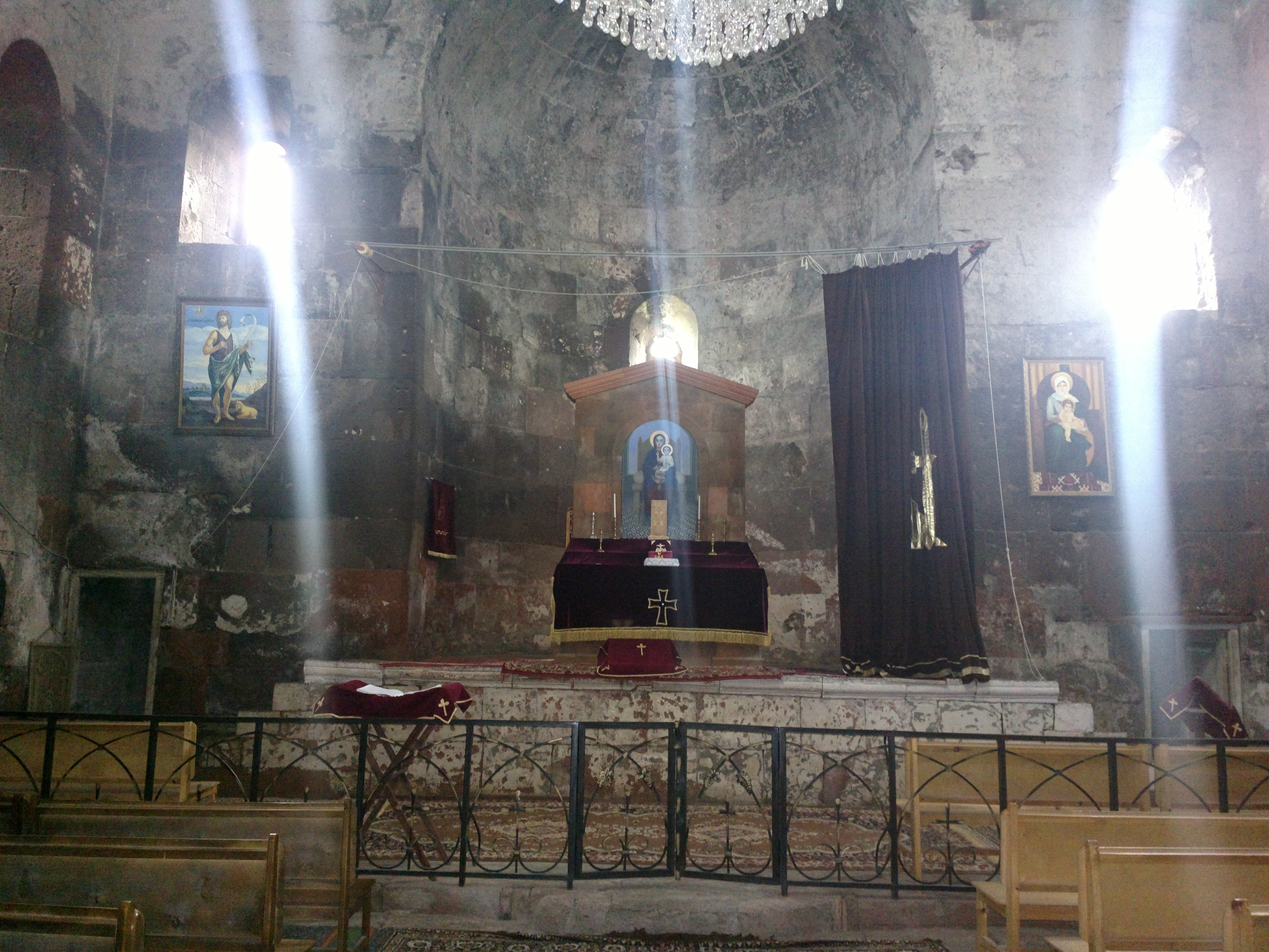
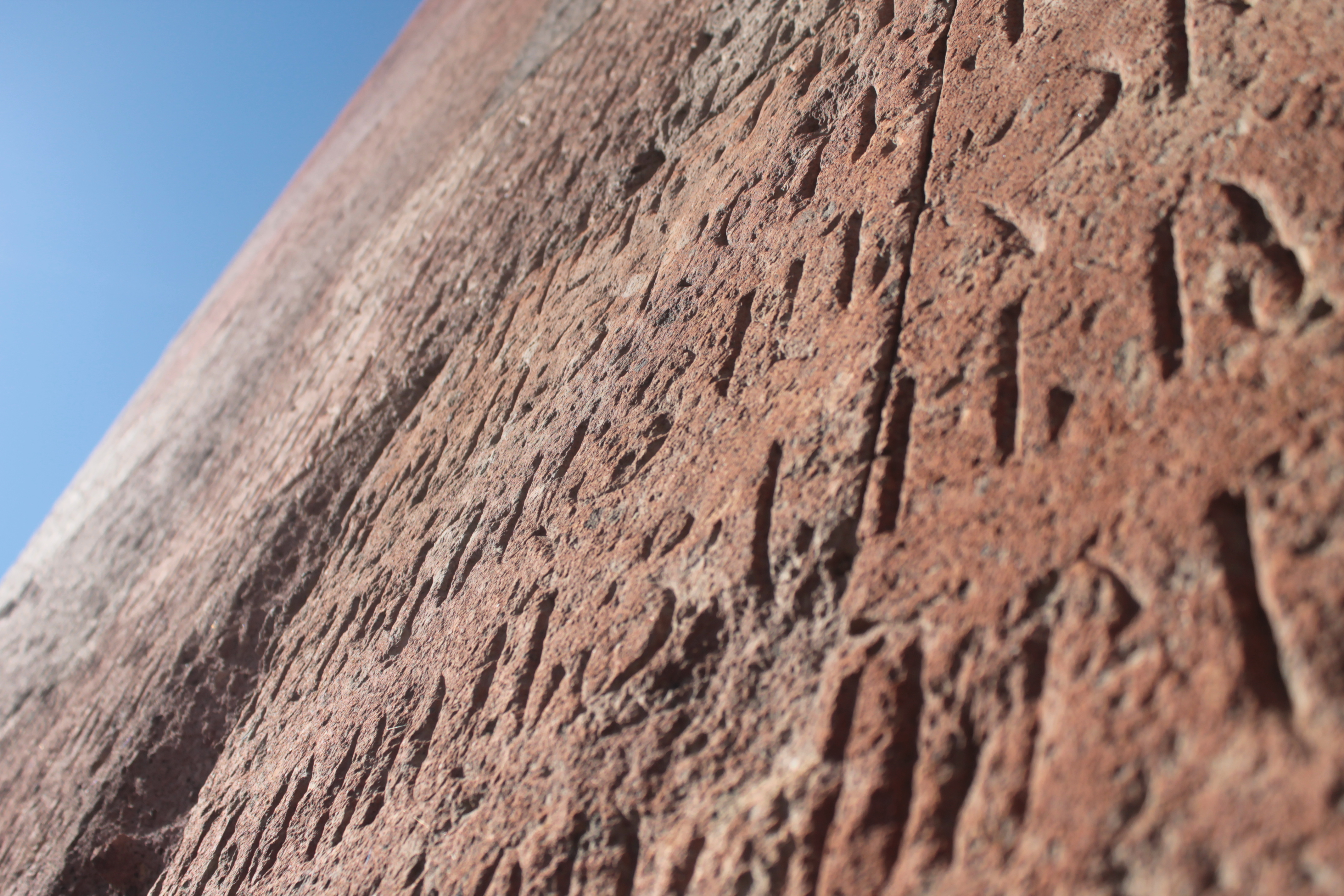
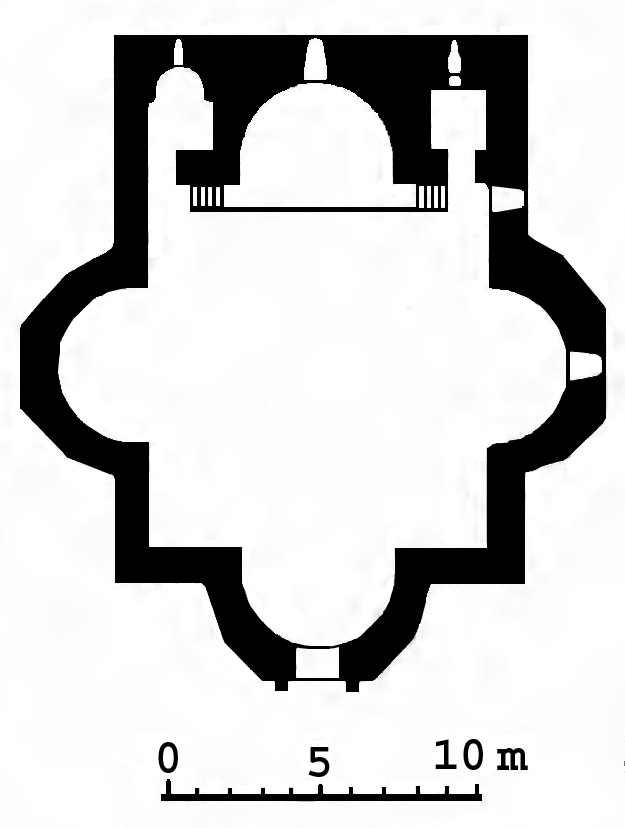
План